# اندیس آنومالی غرب باغجر
آنومالی غرب باغجر یک اندیس فلزی است که در حوالی شهر سبزوار استان خراسان رضوی قرار دارد و مادهٔ معدنی موجود در آن، طلا است. سنگ میزبان این اندیس سرپانتین، گابروی پگماتیتی و بازالت است و دیرینگی آن به دوران ائوسن می‌رسد.